# Грос-Швізов
Грос-Швізов (нім. Groß Schwiesow) — громада в Німеччині, розташована в землі Мекленбург-Передня Померанія. Входить до складу району Росток. Складова частина об'єднання громад Гюстров-Ланд.
Площа — 12,50 км2. Населення становить 298 ос. (станом на 31 грудня 2020).